# Fernandocrambus cuprescens
Fernandocrambus cuprescens là một loài bướm đêm trong họ Crambidae.